# Hugo Lunardon

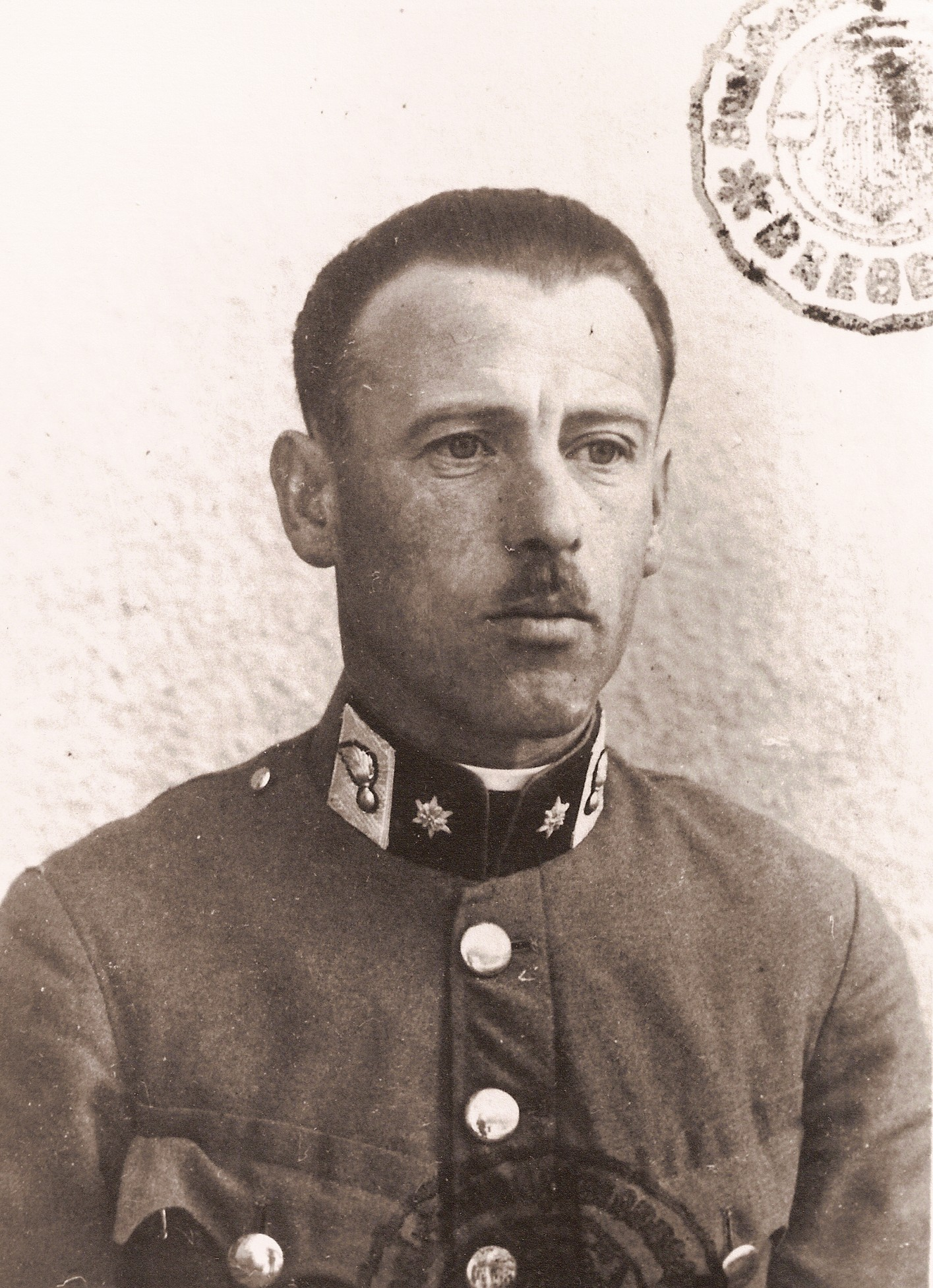
Hugo Lunardon als Gendarmeriebeamter

Hugo Albano Lunardon (* 2. November 1893 in Hard; † 14. März 1940 im KZ Mauthausen) war ein österreichischer Gendarmeriebeamter, der nach dem Anschluss Österreichs an das nationalsozialistische Deutschland im Konzentrationslager Mauthausen getötet wurde. Lunardon hatte vor dem Anschluss von 1933 bis 1938 als Postenkommandant des Gendarmeriepostens Dornbirn insbesondere die in Österreich illegalen Nationalsozialisten bekämpft.

## Leben und Wirken

### Jugend und Erster Weltkrieg
Hugo Lunardon wurde am 2. November 1893 in der Vorarlberger Bodenseegemeinde Hard als Sohn des italienischsprachigen Flickschusters Bartolo Lunardon und seiner Frau Maria (geborene Tomio) geboren. Er wuchs in Hard auf und erlernte zunächst den Beruf des Graveurs. Mit dem Beginn des Ersten Weltkriegs wurde Lunardon im Jahr 1914 als 21-Jähriger zum Kriegsdienst eingezogen und sofort an die Front versetzt. Zweimal wurde er im Verlauf des Krieges verwundet, ehe er in russische Kriegsgefangenschaft geriet und 43 Monate in verschiedenen russischen Gefangenenlagern inhaftiert wurde.

### Karriere bei der Gendarmerie
Nach seiner Rückkehr nach Vorarlberg fand Lunardon in der schwierigen wirtschaftlichen Lage im Österreich der Zwischenkriegszeit keine Anstellung mehr als Graveur, sodass er sich zum Eintritt in die österreichische Bundesgendarmerie entschied. Er absolvierte seine Grundausbildung in Innsbruck und wurde mit deren Abschluss dem Landesgendarmeriekommando für Vorarlberg zugeteilt. Hugo Lunardon war zu diesem Zeitpunkt bereits wesentlich älter als die meisten anderen neu eingestellten Gendarmeriebeamten, sodass er sich doppelt bemühte und sich bald durch seinen Eifer bei Kollegen und Vorgesetzten einen guten Ruf erarbeitete. 1923 wurde er der neu gegründeten Ausforschungsabteilung in Bregenz zugewiesen und war beruflich sehr erfolgreich. Lunardon verschickte als Schriftführer der freien Polizeigewerkschaft ein Protokoll, in welchem illegale Machenschaften einer Gruppe monarchistischer Polizeioffiziere in Salzburg zur Finanzierung eines „Kampffonds gegen die rote Gendarmerie“ aufgezeigt wurde. Dies führte zu dienstlichen Suspendierung Lunardons im Sommer 1927. Die Suspendierung wurde 14 Tage später vom Bundeskanzleramt als ungerechtfertigt aufgehoben. Das Landesgendarmeriekommando Vorarlberg versetzte daraufhin Lunardon auf den Posten in Dalaas und kurz darauf ins hinterste Montafon, nach Partenen, wo er sich u. a. um die Konflikte unter den Bauarbeitern des Vermuntwerkes kümmern musste. Im Sommer 1930 kam Lunardon wieder in eine untergeordnete Stellung zum Posten in Bregenz.
Am 15. März 1931 heiratete Hugo Lunardon die am 11. Jänner 1904 in Bregenz geborene Bäckerstochter Olga Frick, mit der er am 11. Jänner 1933 die Tochter Olga und am 30. Jänner 1935 die Tochter Gertrud Maria bekam. 1933 wurde der bis dahin in Hohenems tätige Lunardon zur Bekämpfung der in Dornbirn sehr einflussreichen illegalen Nationalsozialisten zum Postenkommandanten des Gendarmeriepostens Dornbirn ernannt. In der Stadt, die später als das „braune Nest“ Vorarlbergs bezeichnet wurde, existierte bereits seit dem Jahr 1924 eine NSDAP-Ortsgruppe, was die Gemeinde zu einem Zentrum der politischen Auseinandersetzungen zwischen Christlich-sozialen und Deutschnationalen machte. Diese Auseinandersetzungen eskalierten im Herbst 1933, als die illegalen Nationalsozialisten unter der Führung von Anton Plankensteiner regelmäßig Böller- und Sprengstoffanschläge verübten. Schließlich wurden einige finanzkräftige Fabrikanten und auch Plankensteiner selbst verhaftet, was erneut zu einer Welle an Machtdemonstrationen und Bölleranschlägen führte.
Hugo Lunardon tat sich bei der Bekämpfung der Nationalsozialisten besonders hervor und hatte dabei auch gegen Widerstand in den eigenen Reihen zu kämpfen. So sabotierte etwa sein Stellvertreter, Franz Walch, regelmäßig dessen Vorgehen gegen die Sympathisanten der Nationalsozialisten. Den größten Erfolg feierte Lunardon, als es ihm gelang, den SS-Sturmbannführer Alfons Mäser zu verhaften, der mit einer um sich gescharten Truppe für zahlreiche Anschläge im ganzen Land verantwortlich war. Gemeinsam mit dem Kriminalbeamten Anton König wurde dessen Verantwortung aufgedeckt und Mäser in der Folge vor Gericht zu 15 Jahren schwerem Kerker verurteilt. Lunardon und König wurden daraufhin vom Vorarlberger Sicherheitsdirektor für eine Auszeichnung vorgeschlagen und am 8. Jänner 1935 mit der Österreichischen Großen Silbernen Verdienstmedaille ausgezeichnet.

### Nach der Machtübernahme durch die Nationalsozialisten
Am 11. März 1938 übernahmen die Nationalsozialisten im Zuge des so genannten Anschlusses Österreichs an das Deutsche Reich die entscheidenden Machtpositionen auch in Vorarlberg. Anton Plankensteiner wurde neuer Landeshauptmann, der 1937 vorzeitig aus der Haft entlassene Alfons Mäser wurde Zuständiger für die Sicherheit. Lunardons Stellvertreter Franz Walch forderte sofort vehement dessen Verhaftung, was auch noch in der Nacht des 11. März geschah. Hugo Lunardon wurde ebenso wie der Kriminalbeamte Anton König in „Schutzhaft“ genommen und ins Gefangenenhaus nach Bregenz überstellt, wo in der Zwischenzeit die Gestapo das Kommando übernommen hatte.
Franz Walch requirierte Lunardons Dienstwohnung und setzte nach einer Hausdurchsuchung dessen Gattin mit den beiden kleinen Kindern auf die Straße. Olga Lunardon kam mit ihren Kindern in der Folge bei Bekannten in Sulz unter. Hugo Lunardon wurde schließlich am 11. November 1938 offiziell aus dem Gendarmeriedienst entlassen. Der Versuch, ihm in einem Strafprozess Amtsmissbrauch nachzuweisen, schlug jedoch fehl. Zuvor war Lunardon bereits am 23. Mai 1938 gemeinsam mit Kaplan Georg Schelling nach Innsbruck deportiert wurden, um dort weiteren Verhörmaßnahmen unterzogen zu werden.
Einige Tage später erfolgte der Abtransport der beiden ins Konzentrationslager Dachau, wo sie sofort in so genannten „Kommandaturarrest“ genommen wurden, also eine Art verschärfte Einzelhaft. Drei Monate lang wurde Hugo Lunardon in dieser verschärften Haftform angehalten, in der er nur jeden dritten Tag etwas Brot bekam. Anschließend daran kam Lunardon in die Strafkompanie des Konzentrationslagers. Mit Kriegsbeginn im September 1939 wurde Lunardon in das Konzentrationslager Mauthausen überstellt, wo die Haftbedingungen noch wesentlich härter waren als zuvor im KZ Dachau. Im März 1940 wurde Hugo Lunardon, der damals bereits völlig entkräftet war, von einem SS-Hauptscharführer auf dem Weg in den Steinbruch des Konzentrationslagers zusammengeschlagen, woraufhin er endgültig zusammenbrach und schließlich starb. Sein amtlicher Todestag wurde mit dem 14. März 1940 festgelegt, wobei der amtliche Todesschein als Todesursache eine „Herzmuskelschwäche bei chronischem Herzfehler und Wassersucht“ angab. Hugo Lunardons Leichnam wurde im Krematorium Steyr verbrannt.

## Ehrung und Gedenken
Nach dem Ende des Zweiten Weltkriegs wurde Hugo Lunardon posthum zum Gendarmerie-Rittmeister befördert und am 30. September 1977 vom Bundespräsidenten mit dem Ehrenzeichen für Verdienste um die Befreiung Österreichs ausgezeichnet. In seiner Heimatstadt Dornbirn erinnert ein Gedenkstein an ihn und in der Vorarlberger Landeshauptstadt Bregenz wurde ein Weg neben der heutigen Landespolizeidirektion Hugo-Lunardon-Weg benannt.